# Magdalena Tetaltepec
Magdalena Tetaltepec är en ort i Mexiko.   Den ligger i kommunen Heroica Ciudad de Huajuapan de León och delstaten Oaxaca, i den sydöstra delen av landet, 210 km sydost om huvudstaden Mexico City. Magdalena Tetaltepec ligger 1 539 meter över havet och antalet invånare är 334.
Terrängen runt Magdalena Tetaltepec är huvudsakligen kuperad, men åt nordväst är den platt. Runt Magdalena Tetaltepec är det ganska glesbefolkat, med 30 invånare per kvadratkilometer. Närmaste större samhälle är Petlalcingo, 13,7 km nordväst om Magdalena Tetaltepec. I omgivningarna runt Magdalena Tetaltepec växer huvudsakligen savannskog.